# Janiralata rhacuraeformis
Janiralata rhacuraeformis is een pissebed uit de familie Janiridae. De wetenschappelijke naam van de soort is voor het eerst geldig gepubliceerd in 1963 door Birstein.